# ریموند امسالم
ریموند امسالم (عبری: ריימונד אמסלם‎؛ زادهٔ ۱۹ ژوئیهٔ ۱۹۷۸) هنرپیشه اهل اسرائیل است.
از فیلم‌ها یا برنامه‌های تلویزیونی که وی در آن نقش داشته‌است می‌توان به لبنان، مدیر منابع انسانی اشاره کرد.